# Felipe Maíllo Salgado
Felipe Maíllo Salgado (Monforte de la Sierra, Salamanca, 1944) es un filólogo, historiador y novelista español. Profesor de Estudios Árabes e Islámicos en la Universidad de Salamanca durante más de tres décadas, acreditado como catedrático por el Consejo de Universidades en 2008. Premio "María de Maeztu" de la Universidad de Salamanca a la Excelencia Científica, 2010. Deja en octubre de 2011 su puesto como profesor en la Universidad de Salamanca, quedando vinculado a ella con voz y voto en el Claustro de Doctores y como director de una decena de tesis doctorales.

## Biografía
Desde su adolescencia vivió en diversos países: Francia, USA, Centroamérica y Singapur, radicándose en España durante la Transición española, luego de haberse dedicado a la profesión de marino mercante. Se licenció en Filología Hispánica y en Geografía e Historia por la Universidad de Salamanca (1978) y en Filología Semítica por la Universidad de Granada (1979), doctorándose en Filología Hispánica por la Universidad de Salamanca en 1981, posteriormente realizó estudios de Lengua Árabe y Derecho islámico en El Cairo (entre 1983 y 1986). 
Combinando la docencia en la Universidad de Salamanca y en la Universidad Nacional de Tres de Febrero (Buenos Aires) ha desplegado su actividad investigadora en tres campos: 
1- El estudio de la lengua como herramienta imprescindible para el análisis histórico. 
2- La traducción de fuentes históricas, así como de otros textos, del árabe clásico al español, y 
3- El Derecho islámico. 
A partir de 1990 penetró en el campo de la ficción publicando en estos años cinco novelas en la Editorial Cálamo (antigua Cálamo de Sumer) en Buenos Aires. 

## Obras

### Libros de especialidad
- Un análisis del discurso histórico (Lección teórico-metodológica), Salamanca: Comercial Salmantina, 1980
- Los arabismos del castellanos en la Baja Edad Media (Consideraciones históricas y filológicas), 3ª ed., Salamanca: Universidad de Salamanca, 1998, [Universidad de Salamanca, 1991; Universidad de Salamanca- Instituto Árabe de Cultura, 1983]
- Vocabulario básico de historia del Islam (Madrid: Ediciones Akal, 1987).
- Zamora y los zamoranos en las fuentes árabes medievales (Salamanca: Universidad, 1990 [Anejos 2. St. Zamorensia]
- Salamanca y los salmantinos en las fuentes árabes (Consideraciones críticas relativas a la dominación árabe, al poblamiento y a la frontera) (Salamanca: Centro de Estudios Salmantinos, 1994).
- Vocabulario de Historia Árabe e Islámica (Madrid: Ediciones Akal, 1996 y 1999).
- ¿Por qué desapareció al-Andalus? (Buenos Aires: Cálamo de Sumer, 1997 y 1998).
- De la desaparición de al-Andalus (Madrid: Abada Editores, 2004, 2ª ed. rev. 2011).
- Diccionario de Derecho Islámico (Gijón: Ediciones Trea, 2005).
- De Historiografía Árabe (Madrid: Abada Editores, 2008).
- Acerca de la conquista árabe de Hispania. Imprecisiones, equívocos y patrañas (Gijón, Ediciones Trea, 2011; 2ª ed., Madrid, Abada Editores, 2016; 3ª ed., Madrid, Abada Editores, 2018).
- Diccionario de Historia Árabe e Islámica (Madrid: Abada Editores, 2013).
- Las mujeres del Profeta (Madrid: Abada Editores, 2017).
- Claves de historiografía arábiga. Fundamentos, diversidad y lenguaje (Salamanca: Nueva Graficesa, 2024)
- Esposas y concubinas del Profeta. (Córdoba: Almuzara, 2025)

### Traducciones
- Historia de al-Andalus de Ibn al-Kardabūs. Estudio, traducción y notas (Madrid: Ediciones Akal, 1986, 2ª ed. rev. 1993, 3ª ed. 2008).
- A través del Oriente (Rihla de [Ibn Yubayr]). Estudio, traducción, notas e índices (Barcelona: Ediciones del Serbal, 1988; 2ª ed. en II vols., Biblioteca El Mundo, MDS BOOKS/ MEDIASAT, Generalitat Valenciana, 2004; 3ª ed. rev. Madrid: Alianza Editorial, 2007).
- Crónica anónima de los reyes de taifas. Estudio, traducción y notas (Madrid: Ediciones Akal, 1991, reimpr. 2010).
- La caída del califato de Córdoba y los reyes de taifas (al-Bayan al-Mugrib II de Ibn ‘Idari). Estudio, traducción, notas e índices (Salamanca: Universidad, 1993).
- Libro de las categorías de las naciones (Tabaqat al-umam de Sa‘id al-Andalusí). Estudio, traducción, notas e índices (Madrid: Ediciones Akal, 1999).

### Volúmenes colectivos y ediciones
- España, al-Andalus, Sefarad: Síntesis y nuevas perspectivas (Ed., F. Maíllo Salgado, Salamanca: Universidad, 1988, reimpr.1990).
- Diego de Guadix, Recopilación de algunos nombres arábigos que los árabes pusieron a algunas ciudades y a otras muchas cosas, (Edición en común con E. Bajo Pérez, Gijón: Ediciones Trea, 2005).
- José Tamayo y Velarde, Memorias del cautiverio y Costumbres, ritos y gobiernos de Berbería según el relato de un jesuita del siglo XVII, Edición, introducción y notas (Oviedo: Universidad de Oviedo, 2017).
- Salustiano Moreta Velayos, María de Molina en su historia. Incestuosas nupcias (Edición, Introito y cuadros genealógicos de Felipe Maíllo Salgado,  Salamanca: Ediciones Universidad, 2020).

### Catálogos de exposiciones
Es autor de parte o de la totalidad de los siguientes catálogos: 
- “Los judíos y la ciencia en la península ibérica en el medievo”, Memoria de Sefarad, Toledo, Centro Cultural San Marcos, octubre de 2002-enero de 2003, Sociedad Estatal para la Acción Cultural Exterior, (colaboración del Ministerio de Asuntos Exteriores, Ministerio de Educación y Ciencia y Ayuntamiento de Toledo) SEACEX, Madrid, 2002.
- “El País de la Reina de Saba. Tesoros del Antiguo Yemen”. Centro Cultural Conde Duque, Madrid, 10 de febrero a 6 de abril de 2003; Centro Cultural Bancaixa, Valencia, abril-mayo de 2003; Centro Cultural Rambla, Alicante, agosto-septiembre de 2003; Sala Glorieta Sagunto, Sagunto, agosto-septiembre de 2003, Cuadernos de Arte Conde Duque, Madrid, 2003 (Comisario científico de la Exposición y autor del catálogo).
- “El viaje a Oriente del andalusí Ibn Yubayr”, La aventura española en Oriente [1166-2006] Viajeros, museos y estudiosos en la historia del redescubrimiento de Oriente Próximo Antiguo, edición coordinada por J. Mª. Córdoba y Mª. C. Pérez Díez, Museo Arqueológico Nacional. Madrid, abril-junio de 2006, Ministerio de Cultura, Secretaría General Técnica-Universidad Autónoma de Madrid, Madrid, 2006.
- “Relaciones de los reinos hispánicos del occidente peninsular y el Magreb en la edad media”, ‘Itru l-mahabba. El perfume de la amistad. Correspondencia diplomática árabe en archivos españoles (siglos XIII-XVII), Archivo de la Corona de Aragón, Barcelona, enero de 2009, Ministerio de Cultura, Secretaría General Técnica, 2009.

## Narrativa de F. Maíllo Salgado

### Trilogía del Desarraigo
La Trilogía del desarraigo, es un conjunto de novelas independientes entre sí, agrupadas por el común denominador del extrañamiento. 
- Inciertas derrotas, Buenos Aires, Cálamo, 2000.
- El impasible mutismo de los dioses, Buenos Aires, Cálamo, 2004.
- Fabuloso olvido, Buenos Aires, Cálamo, 2006.

### Otras Novelas
Fuera de la Trilogía del desarraigo, este autor ha publicado dos novelas tituladas:
- Las Mañanas de la Salamandra, Buenos Aires, Cálamo 2010.
- Suite de Otoño, Buenos Aires, Cálamo 2014.